# Record d'Europe du saut à la perche
Pour un article plus général, voir Records d'Europe d'athlétisme.
Les records d'Europe du saut à la perche sont actuellement détenus par le Suédois Armand Duplantis qui franchit 6,27 m le 28 février 2025 aux All Star Perche de Clermont-Ferrand en France, et par la Russe Yelena Isinbayeva, créditée de 5,06 m le 28 août 2009 à Zurich. Ces deux performances constituent les records du monde de la discipline.
Le premier record d'Europe du saut à la perche homologué par l'Association européenne d'athlétisme est celui du Norvégien Charles Hoff en 1922 avec 4,12 m bien que le premier saut listé est celui du Britannique Francis Temple en 1849, époque où l'AEA n'existait pas encore. En 1961, l'Allemand Manfred Preussger devient, grâce à sa performance de 4,67 m, le premier détenteur du record d'Europe de la discipline ayant eu une perche synthétique et non plus en bambou.

## Records d'Europe

### Hommes
75 records d'Europe masculins ont été homologués par l'AEA.
| Hauteur | Athlète               | Lieu                  | Date               |
| ------- | --------------------- | --------------------- | ------------------ |
| 4,12 m  | Charles Hoff          | Copenhague            | 3 septembre 1922   |
| 4,21 m  | Charles Hoff          | Copenhague            | 22 juillet 1923    |
| 4,23 m  | Charles Hoff          | Oslo                  | 13 août 1925       |
| 4,25 m  | Charles Hoff          | Turku                 | 27 septembre 1925  |
| 4,31 m  | Erling Kaas           | Oslo                  | 4 juillet 1948     |
| 4,32 m  | Ragnar Lundberg       | Helsinki              | 12 septembre 1948  |
| 4,36 m  | Ragnar Lundberg       | Södertälje            | 26 septembre 1948  |
| 4,38 m  | Ragnar Lundberg       | Nyköping              | 9 juin 1950        |
| 4,40 m  | Ragnar Lundberg       | Göteborg              | 10 août 1950       |
| 4,44 m  | Ragnar Lundberg       | Gävle                 | 1er août 1952      |
| 4,47 m  | Eeles Landström       | Kouvola               | 17 juillet 1955    |
| 4,50 m  | Eeles Landström       | Helsinki              | 24 août 1955       |
| 4,51 m  | Eeles Landström       | Hambourg              | 23 septembre 1956  |
| 4,52 m  | Manfred Preussger     | Potsdam               | 19 mai 1957        |
| 4,55 m  | Yeóryios Roubánis     | Athènes               | 7 juillet 1957     |
| 4,60 m  | Yeóryios Roubánis     | Munich                | 12 juillet 1958    |
| 4,62 m  | Vladimir Bulatov      | Naltchik              | 2 mai 1959         |
| 4,65 m  | Janis Krasovskis      | Moscou                | 17 juillet 1960    |
| 4,65 m  | Manfred Preussger     | Magdebourg            | 10 août 1960       |
| 4,67 m  | Manfred Preussger     | Berlin                | 23 juin 1961       |
| 4,70 m  | Manfred Preussger     | Magdebourg            | 14 octobre 1961    |
| 4,72 m  | Pentti Nikula         | Lahti                 | 6 mai 1962         |
| 4,75 m  | Pentti Nikula         | Munich                | 26 mai 1962        |
| 4,80 m  | Pentti Nikula         | Jyväskylä             | 29 mai 1962        |
| 4,85 m  | Pentti Nikula         | Karhula               | 8 juin 1962        |
| 4,94 m  | Pentti Nikula         | Kauhava               | 22 juin 1962       |
| 5,02 m  | Manfred Preussger     | Leipzig               | 21 juin 1964       |
| 5,11 m  | Wolfgang Reinhardt    | Leverkusen            | 4 juillet 1964     |
| 5,15 m  | Manfred Preussger     | Leipzig               | 27 août 1964       |
| 5,23 m  | Wolfgang Nordwig      | Varsovie              | 14 août 1966       |
| 5,28 m  | Hervé d'Encausse      | Manosque              | 9 septembre 1967   |
| 5,30 m  | Chrístos Papanikoláou | Mexico                | 17 octobre 1967    |
| 5,37 m  | Hervé d'Encausse      | Saint-Maur-des-Fossés | 5 juin 1968        |
| 5,40 m  | Claus Schiprowski     | Mexico                | 16 octobre 1968    |
| 5,40 m  | Wolfgang Nordwig      | Mexico                | 16 octobre 1968    |
| 5,45 m  | Wolfgang Nordwig      | Berlin                | 17 juin 1970       |
| 5,46 m  | Wolfgang Nordwig      | Turin                 | 3 septembre 1970   |
| 5,49 m  | Chrístos Papanikoláou | Athènes               | 24 octobre 1970    |
| 5,51 m  | Kjell Isaksson        | Austin                | 8 avril 1972       |
| 5,54 m  | Kjell Isaksson        | Los Angeles           | 15 avril 1972      |
| 5,60 m  | Wladyslaw Kozakiewicz | Varsovie              | 20 juin 1975       |
| 5,62 m  | Wladyslaw Kozakiewicz | Bydgoszcz             | 29 mai 1976        |
| 5,62 m  | Tadeusz Slusarski     | Bydgoszcz             | 29 mai 1976        |
| 5,64 m  | Wladyslaw Kozakiewicz | Varsovie              | 12 juin 1977       |
| 5,66 m  | Wladyslaw Kozakiewicz | Varsovie              | 17 juillet 1977    |
| 5,67 m  | Thierry Vigneron      | Libourne              | 1er mai 1980       |
| 5,72 m  | Władysław Kozakiewicz | Milan                 | 11 mai 1980        |
| 5,75 m  | Thierry Vigneron      | Paris                 | 1er juin 1980      |
| 5,75 m  | Thierry Vigneron      | Lille                 | 29 juin 1980       |
| 5,77 m  | Philippe Houvion      | Paris                 | 17 juillet 1980    |
| 5,78 m  | Władysław Kozakiewicz | Moscou                | 30 juillet 1980    |
| 5,80 m  | Thierry Vigneron      | Mâcon                 | 20 juin 1981       |
| 5,81 m  | Vladimir Polyakov     | Tbilissi              | 26 juin 1981       |
| 5,82 m  | Pierre Quinon         | Cologne               | 28 août 1983       |
| 5,83 m  | Thierry Vigneron      | Rome                  | 1er septembre 1983 |
| 5,85 m  | Sergueï Bubka         | Bratislava            | 26 mai 1984        |
| 5,88 m  | Sergueï Bubka         | Paris                 | 2 juin 1984        |
| 5,90 m  | Sergueï Bubka         | Londres               | 13 juillet 1984    |
| 5,91 m  | Thierry Vigneron      | Rome                  | 31 août 1984       |
| 5,94 m  | Sergueï Bubka         | Rome                  | 31 août 1984       |
| 6,00 m  | Sergueï Bubka         | Paris                 | 13 juillet 1985    |
| 6,01 m  | Sergueï Bubka         | Moscou                | 8 juillet 1986     |
| 6,03 m  | Sergueï Bubka         | Prague                | 23 juin 1987       |
| 6,05 m  | Sergueï Bubka         | Bratislava            | 9 juin 1988        |
| 6,06 m  | Sergueï Bubka         | Nice                  | 10 juillet 1988    |
| 6,07 m  | Sergueï Bubka         | Shizuoka              | 6 mai 1991         |
| 6,08 m  | Sergueï Bubka         | Moscou                | 9 juin 1991        |
| 6,09 m  | Sergueï Bubka         | Formia                | 8 juillet 1991     |
| 6,10 m  | Sergueï Bubka         | Malmö                 | 5 août 1991        |
| 6,11 m  | Sergueï Bubka         | Dijon                 | 13 juin 1992       |
| 6,12 m  | Sergueï Bubka         | Padoue                | 30 août 1992       |
| 6,13 m  | Sergueï Bubka         | Tōkyō                 | 19 septembre 1992  |
| 6,14 m  | Sergueï Bubka         | Sestrières            | 31 juillet 1994    |
| 6,16 m  | Renaud Lavillenie     | Donetsk               | 15 février 2014    |
| 6,17 m  | Armand Duplantis      | Toruń                 | 8 février 2020     |
| 6,18 m  | Armand Duplantis      | Glasgow               | 20 février 2020    |
| 6,19 m  | Armand Duplantis      | Belgrade              | 7 mars 2022        |
| 6,20 m  | Armand Duplantis      | Belgrade              | 20 mars 2022       |
| 6,21 m  | Armand Duplantis      | Eugene                | 24 juillet 2022    |
| 6,22 m  | Armand Duplantis      | Clermont-Ferrand      | 25 février 2023    |
| 6,23 m  | Armand Duplantis      | Eugene                | 17 septembre 2023  |
| 6,24 m  | Armand Duplantis      | Xiamen                | 20 avril 2024      |
| 6,25 m  | Armand Duplantis      | Paris                 | 6 août 2024        |
| 6,26 m  | Armand Duplantis      | Chorzów               | 25 août 2024       |
| 6,27 m  | Armand Duplantis      | Clermont-Ferrand      | 28 février 2025    |

### Femmes
| Hauteur | Athlète             | Lieu            | Date              |
| ------- | ------------------- | --------------- | ----------------- |
| 4,10 m  | Daniela Bártová     | Ljubljana       | 21 mai 1995       |
| 4,23 m  | Daniela Bártová     | Jablonec        | 31 août 1996      |
| 4,25 m  | Daniela Bártová     | Pula            | 4 septembre 1996  |
| 4,27 m  | Daniela Bártová     | Oristano        | 18 septembre 1996 |
| 4,28 m  | Daniela Bártová     | Prague          | 24 mai 1997       |
| 4,29 m  | Daniela Bártová     | Ostrava         | 28 mai 1997       |
| 4,30 m  | Andrea Müller (en)  | Worms           | 31 mai 1997       |
| 4,36 m  | Anzhela Balakhonova | Weissach im Tal | 27 juillet 1997   |
| 4,51 m  | Daniela Bártová     | Bratislava      | 9 juin 1998       |
| 4,54 m  | Anzhela Balakhonova | Uniondale       | 6 juin 1999       |
| 4,55 m  | Anzhela Balakhonova | Saint-Denis     | 3 juillet 1999    |
| 4,55 m  | Anzhela Balakhonova | Séville         | 1er août 1999     |
| 4,56 m  | Anzhela Balakhonova | Linz            | 8 août 2000       |
| 4,57 m  | Svetlana Feofanova  | Athènes         | 11 juin 2001      |
| 4,60 m  | Svetlana Feofanova  | Brême           | 23 juin 2001      |
| 4,61 m  | Monika Pyrek        | Bydgoszcz       | 1er juillet 2001  |
| 4,62 m  | Svetlana Feofanova  | Nice            | 9 juillet 2001    |
| 4,70 m  | Svetlana Feofanova  | Toula           | 14 juillet 2001   |
| 4,70 m  | Svetlana Feofanova  | Edmonton        | 6 août 2001       |
| 4,75 m  | Svetlana Feofanova  | Edmonton        | 6 août 2001       |
| 4,76 m  | Svetlana Feofanova  | Lille           | 16 juin 2002      |
| 4,77 m  | Annika Becker       | Bochum          | 7 juillet 2002    |
| 4,78 m  | Svetlana Feofanova  | Stockholm       | 16 juillet 2002   |
| 4,82 m  | Yelena Isinbayeva   | Gateshead       | 13 juin 2003      |
| 4,87 m  | Yelena Isinbayeva   | Gateshead       | 27 juin 2004      |
| 4,88 m  | Svetlana Feofanova  | Héraklion       | 4 juillet 2004    |
| 4,89 m  | Yelena Isinbayeva   | Birmingham      | 25 juillet 2004   |
| 4,90 m  | Yelena Isinbayeva   | Londres         | 30 juillet 2004   |
| 4,91 m  | Yelena Isinbayeva   | Athènes         | 24 août 2004      |
| 4,92 m  | Yelena Isinbayeva   | Bruxelles       | 3 septembre 2004  |
| 4,93 m  | Yelena Isinbayeva   | Lausanne        | 5 juillet 2005    |
| 4,95 m  | Yelena Isinbayeva   | Madrid          | 16 juillet 2005   |
| 4,96 m  | Yelena Isinbayeva   | Londres         | 22 juillet 2005   |
| 5,00 m  | Yelena Isinbayeva   | Londres         | 22 juillet 2005   |
| 5,01 m  | Yelena Isinbayeva   | Helsinki        | 12 août 2005      |
| 5,03 m  | Yelena Isinbayeva   | Rome            | 11 juillet 2008   |
| 5,04 m  | Yelena Isinbayeva   | Monaco          | 29 juillet 2008   |
| 5,05 m  | Yelena Isinbayeva   | Pékin           | 18 août 2008      |
| 5,06 m  | Yelena Isinbayeva   | Zurich          | 28 août 2009      |